# Whiplash (группа)
Whiplash — американская трэш/спид-метал-группа. Была основана в 1983 году в городе Пассейик (штат Нью-Джерси).

## История
В 1983 году гитарист Тони Портаро и барабанщик Тони Скальоне основали группу. Название для группы они позаимствовали из репертуара Metallica. На первых порах в составе Whiplash кроме двух Тони числились также вокалист Майк Ороц и басист Роб Хардинг, но эта пара исчезла после записи демо Full Forse. Следующее демо, Thunderstruck, музыканты записывали вдвоем, причём вокальные и басовые партии исполнил Портаро. Но без отдельного басиста было тяжело обходиться, и в 1984 году к ним присоединился басист Тони Боно. В 1985 году группа записала ещё одно демо под названием Looking Death in the Face. На демо 1985-года, Портаро играл в гипсе, так как перед записью он попал в автокатастрофу.
В 1985 году группа записала дебютный альбом Power and Pain, получив контракт от Roadrunner Records. Полноценного турне в поддержку дебютного альбома не состоялось, но несмотря на это группа отыграла серию концертов в северо-восточных штатах.
В 1986 году Джо Канджелоси заменил Тони Скальоне, когда тот получил заманчивое предложение от Slayer заместить Дэйва Ломбардо на время промотура Reign in Blood. В Whiplash Скальоне так и не вернулся, поскольку ему не нравилась обстановка в коллективе.
На следующем альбоме Ticket to Mayhem 1987 года, место за ударной установкой занял Канджелоси. В это время происходят скандалы группы со звукозаписывающим лейблом. Причина — Roadrunner настаивал на пополнении состава вокалистом с «чистым» голосом, а музыканты были против. Но в результате последнее слово осталось за лейблом, и на сессиях Insult to Injury поставили Гленна Хансена. Его появление добавило мелодичности и снизило агрессивность команды. Портаро и Боно такой поворот не устроил, и вскоре они объявили о роспуске Whiplash.
В 1993 году Портаро и Скальоне недолго играют в составе M.O.D. и решают возродить свой бывший проект. Набрав новых музыкантов вокалиста Роба Гонзо, гитариста Уоррена Кондити и басиста Джеймса Презиоса, они записывают в 1996 году альбом Cult of One, несколько отличавшийся от других творений Whiplash. Группа совершила турне в поддержку этого альбома, после которого за дверь выставили Гонзо, а вокальные партии доверили Кондити. После турне покидает группу Скальоне, и на его замену приходит Боб Канделла. Свежим составом команда выпустила в 1997 году альбом Sit, Stand, Kneel, Prey, после чего недовольный сложившейся ситуацией Портаро полностью разогнал состав.
Whiplash собирается вновь старым составом в 1998 году, когда трое Тони записывают новый альбом Trashback. В дальнейшем деятельность группы была прекращена, а 27 мая 2002 года пришло известие о смерти Тони Боно, скончавшегося в возрасте 38 лет от сердечного приступа.
27 октября 2009 года  группа выпустила альбом Unborn Again.

## Участники группы

### Текущий состав
- Тони Портаро — гитара (1984-1990, 1995-1999, 2007–наст. вр.), вокал (1984-1988, 1998-1999, 2007–наст. вр.)
- Данк Делонг — бас-гитара (2011–наст. вр.)
- Рон Липники — ударные (2018–наст. вр.)

### Бывшие участники
- Роб Хардинг — бас-гитара (1984)
- Пэт Бернс — бас-гитара (1984)
- Тони Скальоне — ударные (1984-1986, 1995-1996, 1998-1999, 2010-2011, 2015-2016)
- Майк Орос — вокал (1984)
- Тони Боно — бас-гитара (1985-1990, 1998-1999)
- Джо Канжелози — ударные (1987-1990, 2007-2010)
- Гленн Хансен — вокал (1988-1990)
- Стюарт Стивенс — бас-гитара (1995)
- Джеймс Прециоза — бас-гитара (1995-1997)
- Уоррен Кондити — гитара (1995-1996), вокал (1996-1998)
- Роб Гонзо — вокал (1995-1996)
- Боб Канделла — ударные (1996-1997)
- Рич Дей — бас-гитара (2007-2011)
- Дэн Фурд — ударные (2011-2014)
- Чарли Зелени — ударные (2014-2015)
- Том Тирни — ударные (2016-2018)

## Дискография

### Студийные альбомы
- Power and Pain (1985)
- Ticket to Mayhem (1987)
- Insult to Injury (1989)
- Cult of One (1996)
- Sit Stand Kneel Prey (1997)
- Thrashback (1998)
- Unborn Again (2009)

### Демо
- Fire Away (1984)
- Thunderstruk (1984)
- Looking Death in the Face (1985)
- Whiplash '95 (1995)

### Сборники
- Power and Pain + Ticket to Mayhem (1998)
- Messages in Blood (1999)
- The Roadrunner Years (2020)